# Журнал комитета грамотности
«Журна́л комите́та гра́мотности» — журнал, выходивший нерегулярно в Санкт-Петербурге в 1862-1863 году.

## История
Журнал издавался Санкт-Петербургским комитетом грамотности, учрежденном при императорском Вольном экономическом обществе.
Выходил в Санкт-Петербурге нерегулярно: выпуски 1 и 2 вышли в 1862 году, выпуск 3 — в 1863 году.
С 1863 года носил название «Занятия комитета грамотности».
В журнале публиковались протоколы заседаний комитета грамотности, отрывки из поступавших в комитет писем о положении народного образования по отдельным местностям страны, статьи о литературе для народа, отчеты о деятельности отдельных народных школ и тому подобные материалы.